# Periscópio

Princípio do periscópio. O periscópio da esquerda usa espelhos, enquanto o da direita usa prismas ópticos.
a Espelhos
b Prismas ópticos
c Olho do observador

Um periscópio é um instrumento para observação sobre, ao redor ou através de um objeto, obstáculo ou condição que impeça a observação direta de um observador.
Em sua forma mais simples, consiste em uma caixa externa com espelhos em cada extremidade colocados paralelamente entre si em um ângulo de 45°. Esta forma de periscópio, com a adição de duas lentes simples, serviu para fins de observação nas trincheiras durante a Primeira Guerra Mundial. Os militares também usam periscópios em algumas torres de artilharia e em veículos blindados.

## Galeria

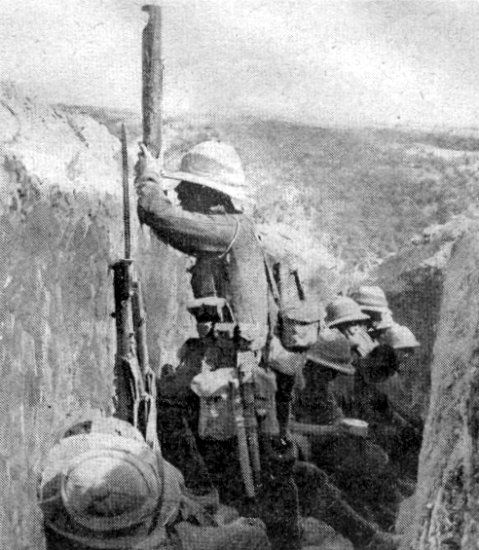
Soldado britânico utilizando um periscópio numa trincheira durante a Batalha de Gallipoli.
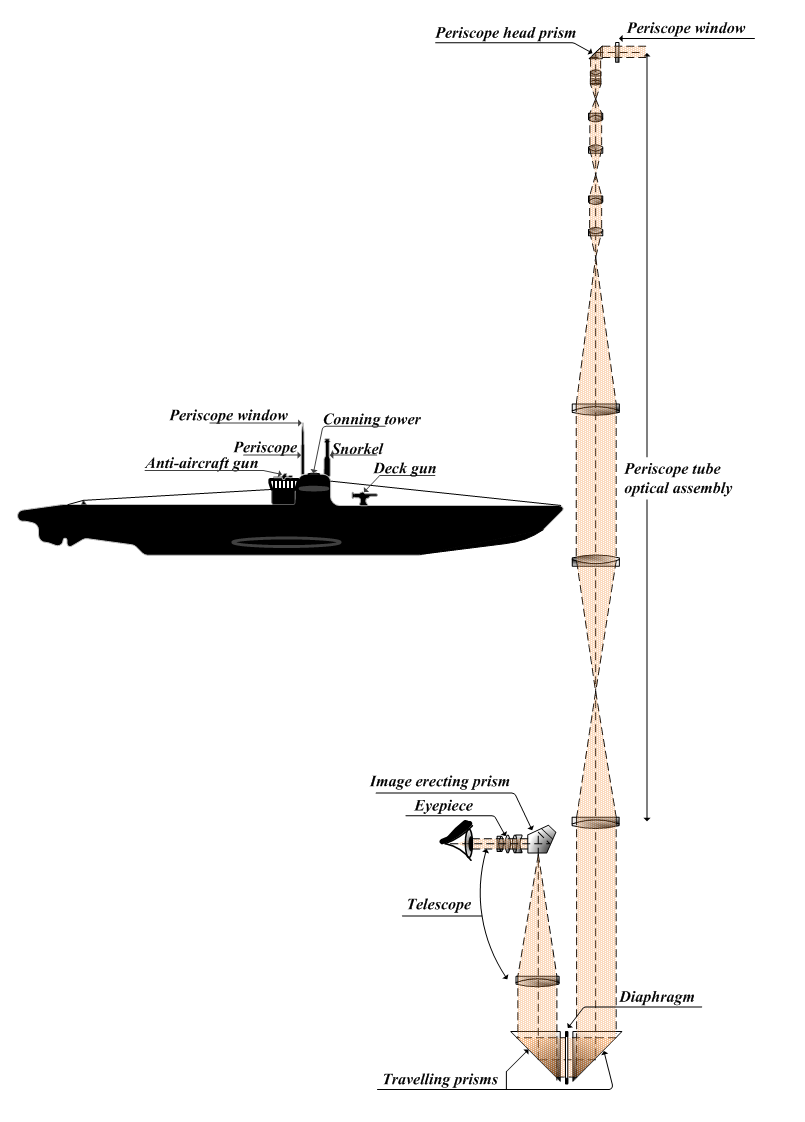
Diagrama de um periscópio usado por U-Boats, produzido por Zeiss
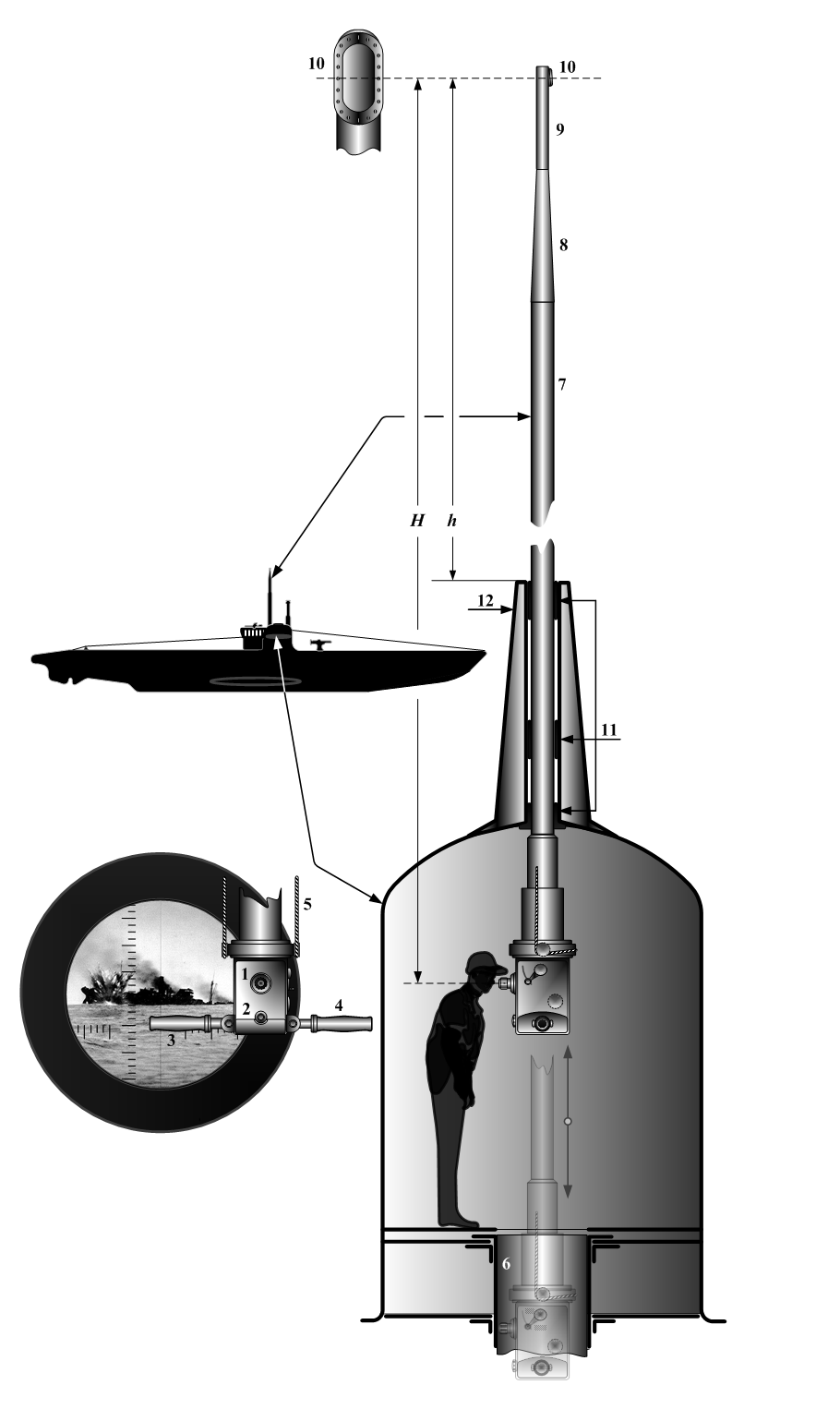
Diagrama de um periscópio monocular de ataque